# 중앙아메리카물쥐속
중앙아메리카물쥐속(Rheomys)은 비단털쥐과 목화쥐아과에 속하는 설치류 속의 하나이다. 멕시코와 중앙아메리카에서 발견되는 반수생 설치류 4종을 포함하고 있다.

## 특징
꼬리 길이 88~171mm를 제외한 몸길이가 92~142mm인 작은 설치류이다. 털은 짧고 부드러우며 무성하다. 등 쪽 털은 갈색빛의 희끗희끗한 색을 띠는 반면에 배 쪽은 은백색 또는 밝은 회색으로 뚜렷하게 구분된다. 귀는 비교적 짧지만 밖으로 드러난다. 뒷다리는 길고 넓다.

## 분포
멕시코부터 파나마까지 중앙아메리카 수생 서식지에 널리 분포한다

## 하위 종
4종이 알려져 있다.
- 멕시코물쥐 (R. mexicanus)
- 골드망물쥐 (R. raptor)
- 토마스물쥐 (R. thomasi)
- 언더우드물쥐 (R. underwoodi